# ناحیه آرمنیا، شهرستان برادفورد، پنسیلوانیا
ناحیه آرمنیا (به انگلیسی: Armenia Township) یک منطقهٔ مسکونی در ایالات متحده آمریکا است که در شهرستان برادفورد، پنسیلوانیا واقع شده‌است. ناحیه آرمنیا ۴۷٫۶۸ کیلومتر مربع مساحت و ۱۸۰ نفر جمعیت دارد.